# Wael Ayan
Wael Ayan (en árabe: وائل عيان‎; Aleppo, Siria, 13 de junio de 1985) es un exfutbolista de Siria que jugaba en la posición de centrocampista.

## Carrera

### Club
| Periodo   | Club                  |
| --------- | --------------------- |
| 2003-2010 | Al-Ittihad Aleppo     |
| 2010–2012 | Al-Faisaly FC         |
| 2012–2013 | Najran SC             |
| 2014–2015 | Al Ittihad Kalba SC   |
| 2015-2016 | Nejmeh SC             |
| 2016-2017 | Al-Wahda Damasco      |
| 2018      | Mohammedan SC Kolkata |
| 2019      | Al-Karamah SC         |
| 2019-2020 | Al-Ittihad Aleppo     |
| 2020-2021 | Afrin SC              |

### Selección nacional
Jugó para Siria en 47 ocasiones de 2005 a 2015 y anotó un gol; participó en los Juegos Asiáticos de 2006 y en la Copa Asiática 2011.

## Logros
- Liga Premier de Siria (1): 2005
- Copa de Siria (2): 2005, 2006
- Copa AFC (1): 2010